# 1月 (旧暦)
旧暦1月（きゅうれきいちがつ）は、旧暦（太陰太陽暦）の年初から1番目の月である。
天保暦よりも前の定義では、雨水を含む月を1月とする。新暦では1月下旬から3月上旬ごろに当たる。
1月の別名は睦月（むつき）である。名前の由来は1月を参照のこと。
東洋の太陰太陽暦では月の日数である大小（大月30日、小月29日）が年により異なるため、1月29日までで1月30日は存在しない年もある。

## 睦月の日付
| 西暦   | 朔      | 晦      | 日数 |
| ------ | ------- | ------- | ---- |
| 2008年 | 2月7日  | 3月7日  | 30日 |
| 2009年 | 1月26日 | 2月24日 | 30日 |
| 2010年 | 2月14日 | 3月15日 | 30日 |
| 2011年 | 2月3日  | 3月4日  | 30日 |
| 2012年 | 1月23日 | 2月21日 | 30日 |
| 2013年 | 2月10日 | 3月11日 | 30日 |
| 2014年 | 1月31日 | 2月28日 | 29日 |
| 2015年 | 2月19日 | 3月19日 | 29日 |
| 2016年 | 2月8日  | 3月8日  | 30日 |
| 2017年 | 1月28日 | 2月25日 | 29日 |
| 2018年 | 2月16日 | 3月16日 | 29日 |
| 2019年 | 2月5日  | 3月6日  | 30日 |
| 2020年 | 1月25日 | 2月23日 | 30日 |
| 2021年 | 2月12日 | 3月12日 | 29日 |
| 2022年 | 2月1日  | 3月2日  | 30日 |
| 2023年 | 1月22日 | 2月19日 | 29日 |
| 2024年 | 2月10日 | 3月9日  | 29日 |
| 2025年 | 1月29日 | 2月27日 | 30日 |
| 2026年 | 2月17日 | 3月18日 | 30日 |
| 2027年 | 2月7日  | 3月7日  | 29日 |
| 2028年 | 1月27日 | 2月24日 | 29日 |
| 2029年 | 2月13日 | 3月14日 | 30日 |
| 2030年 | 2月3日  | 3月3日  | 29日 |
| 2031年 | 1月23日 | 2月21日 | 30日 |